# Étang des Ayguades
L'étang des Ayguades est une surface d'eau lagunaire située sur le littoral méditerranéen du département de l'Aude à Gruissan, séparé de la mer Méditerranée par une plage d'environ 400 m de large .

## Toponymie
Ayguades est un lieu-dit dont le nom est dérivé du mot Aiguade. : Endroit où on peut faire provision d'eau, de l'ancien français aigue, issu lui-même du latin aqua.

## Description
Cet étang artificiel a été créé dans les années 1970 au nord de l'étang de Mateille qui préexistait, il est relié à ce dernier via un chenal enjambé d'un pont au niveau du quartier résidentiel des Ayguades. Il était relié à la mer Méditerranée par un chenal à la limite de la station balnéaire de Narbonne-Plage (chenal ensablé depuis 2010). Il  est inclus sur le périmètre du Parc naturel régional de la Narbonnaise en Méditerranée. Il est entouré des constructions du quartier résidentiel. Il est bordé à l'ouest par le Pech Rouge (montagne de la Clape). A l'est se trouve la plage des Ayguades.

## Projet
- Aménagement d'un Nautic Park (Enquête du 16 juin 2020 au 15 juillet 2020[4])[5].